# Gustavo VI Adolfo da Suécia
Gustavo VI Adolfo (Estocolmo,11 de novembro de 1882 – Helsingborg, 15 de setembro de 1973) foi rei da Suécia de 29 de outubro de 1950 até sua morte em 1973. Ele era o filho mais velho do rei Gustavo V e de sua esposa, a princesa Vitória de Baden.

## Nascimento
Ele nasceu no Palácio de Estocolmo e ao nascer foi nomeado Duque da Escânia. Um membro patrilinear da família Bernadotte, ele também era descendente da Casa de Vasa por linha materna. Por meio de sua mãe, Victoria, ele era descendente de Gustavo IV Adolfo da Casa de Holstein-Gottorp (linha sueca). Além disso, ele também era bisneto do Kaiser Guilherme I da Alemanha e tinha uma ligação com a Casa de Hohenzollern (sua avó era a única filha do Kaiser).

## Príncipe Herdeiro (1907–1950)
Gustaf Adolf tornou-se príncipe herdeiro da Suécia com a morte de seu avô, Oscar II, em 8 de dezembro de 1907.

### 1934–35 viagem ao Oriente Próximo
De setembro a dezembro de 1934, o príncipe herdeiro, a princesa Luísa, a princesa Ingrid e o príncipe Bertil visitaram vários países do Oriente Próximo. A viagem começou em 13 de setembro de Estocolmo. A viagem foi de trem via Malmö, Berlim e Roma até Messina, onde a realeza embarcou no navio a motor Vasaland, da Linha Oriental Sueca, com destino à Grécia. Eles pararam em Patras e então a jornada continuou para Aegion.  Em 20 de setembro, chegaram ao Pireu, de onde a realeza pegou um trem para Atenas, onde foram recebidos pelo Presidente da Grécia e representantes de órgãos governamentais. Além disso, foi realizada uma excursão a Delfos, Náuplia e Delos com o cruzador Hellas. Depois de regressar a Atenas, Vasaland partiu para Thessaloniki no dia 28 de setembro, onde a feira internacional foi visitada. Em 2 de outubro, chegaram a Istambul. Depois que o navio ancorou, a realeza desembarcou no lado asiático do estreito. O saveiro atracou no cais em frente à estação ferroviária de Haydarpaşa. Na plataforma, esperava a caravana do presidente Mustafa Kemal Atatürk, na qual a viagem continuou para Ancara. Na estação, os convidados foram recebidos por Atatürk, membros do governo e da administração. Após sua chegada, o príncipe herdeiro visitou Atatürk, bem como o ministro das Relações Exteriores, Tevfik Rüştü Aras. A visita a Ancara durou de 3 a 5 de outubro. Em 5 de outubro, foi feita uma visita de dois dias a Bursa. A estadia na Turquia terminou com uma pausa incógnita de quatro dias em Istambul, durante a qual foram realizadas várias recepções na legação sueca. 
Em 10 de outubro, os viajantes reais continuaram com Vasaland, que chegou em 12 de outubro a Esmirna. Daqui, a partida ocorreu no dia 15 de outubro no trem do próprio presidente e no dia 17 de outubro chegou a Alepo, depois que o príncipe Bertil e um representante do Ministério das Relações Exteriores se juntaram à festa no caminho. Em Aleppo, a permanência foi estendida para cerca de 14 dias, quando o príncipe herdeiro contraiu um leve catarro intestinal devido ao clima estressante. Em 1º de novembro, a viagem continuou. O casal do príncipe herdeiro, a princesa Ingrid e o príncipe Bertil embarcaram em um avião militar britânico e chegaram a Bagdá no mesmo dia. O rei Gazi do Iraque se encontrou em seu retiro rural Kasr-el-Zuhoor, de onde acompanhou seus convidados ao Castelo de Bilatt. Em todos os eventos oficiais que se seguiram, exceto para o rei Ghazi do Iraque, seu tio e sogro, o rei Ali de Hejaz, o presidente do Conselho e membros do gabinete, o presidente do Senado e outros.  Em 6 de novembro, a realeza partiu de trem para Khanaqin, onde os carros estavam prontos para levá-los a Teerã. Na fronteira, eles foram recebidos por um representante do governo persa e em Teerã pelo ministro das Relações Exteriores e pelo Grão-Mestre de Cerimônias, além de representantes de órgãos governamentais. A família do príncipe herdeiro foi em procissão até o castelo, onde o xá do príncipe herdeiro representou o presidente do conselho e outros estiveram presentes. O xá então acompanhou o príncipe herdeiro ao Palácio do Gulistão. Depois de vários dias na capital persa, ele partiu para a província de Mazandarão para estudar por três dias as obras em andamento da Ferrovia Trans-Iraniana. Ele então voltou a Teerã para se despedir do xá. A família do príncipe herdeiro partiu em 17 de novembro em carros Volvo para Isfahan e Persépolis. Neste último local, a realeza viveu no chamado harém 

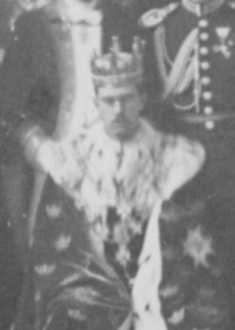
Gustaf Adolf usando sua coroa ducal no Palácio de Estocolmo por volta de 1900

de Xerxes e visitou a cidade sob a liderança do professor Ernst Herzfeld. Em 25 de novembro, a viagem de volta a Bagdá começou nas passagens nevadas ao longo da estrada Kum-Sultanabad-Quermanxá, uma viagem ininterrupta de três dias de carro. 
Depois de uma estadia não oficial de uma semana em Bagdá com visitas a fábricas modernas e excursões a Ur e Babilônia, o casal do príncipe herdeiro e a princesa Ingrid partiram para Damasco em 5 de dezembro de avião. O príncipe Bertil acompanhou a caravana de carros pelo deserto, onde tropas de camelos desfilaram na estação de Rutbah. No dia 6 de dezembro, o Presidente da República da Síria ofereceu um banquete à família do príncipe herdeiro, que permaneceu quatro dias na Síria. Durante a viagem de volta a Beirute, Balbeque e as ruínas da antiga cidade do sol foram visitadas. Em Beirute, a realeza foi recebida com honras militares e foi convidada do governo francês. O Alto Comissário do Levante, com quem o príncipe herdeiro e a princesa herdeira ficaram, ofereceu um jantar, assim como o presidente da República Libanesa.  O príncipe herdeiro também visitou as novas instalações portuárias de Beirute e visitou os escritórios da Swedish Oriental Line, Volvo e SKF. Além disso, a viagem foi para Jerusalém. A realeza chegou em 11 de dezembro de carro na Palestina e foi recebida na fronteira pelo comissário inglês para o Distrito Norte. Uma pausa de dois dias foi feita em Haifa, onde a realeza morava no prédio do governo no Monte Carmelo. As visitas foram feitas a bordo do navio Hemland, da Swedish Orient Line. Durante sua estada em Haifa, o príncipe herdeiro depositou uma coroa de flores no monumento ao rei Faiçal I do Iraque. Excursões foram feitas para Cafarnaum, Acre, Nazaré e Nablus, bem como para a moderna colônia cooperativa judaica de Nahallah. A família do príncipe herdeiro chegou a Jerusalém no dia 13 de dezembro e imediatamente se dirigiu para sua residência durante a estada lá, a residência do alto comissário inglês. A programação dos dias seguintes incluiu uma pausa de dois dias em Jafa e Tel Aviv. Foram feitas visitas aos escritórios da Volvo, SKF, ASEA e outras empresas suecas.  Uma excursão de dois dias foi realizada por volta de 20 de dezembro a Jericó, o Mar Morto, a capital da Transjordânia, Amã, e Petra. Os viajantes foram recebidos pelo Emir da Transjordânia. Após seu retorno a Jerusalém, a realeza continuou imediatamente com o trem para Cairo, onde foram convidados do governo egípcio. Devido à doença do rei Fuade, o primeiro-ministro ofereceu o banquete de recepção no palácio Zafaran em 22 de dezembro. Os convidados reais passaram o Natal em silêncio, em parte em uma villa aos pés das pirâmides, em parte na legação sueca. O príncipe herdeiro e o príncipe Bertil visitaram Alexandria por alguns dias. O cônsul sueco Carl Wilhelm von Gerber organizou uma recepção para o governador, os principais funcionários, os cônsules e o judiciário e o vice-cônsul sueco e outros para os principais representantes comerciais. 

## Reinado (1950-1973)
Em 29 de outubro de 1950, o príncipe herdeiro Gustaf Adolf tornou-se rei poucos dias antes de seu 68º aniversário, após a morte de seu pai, Gustavo V. Ele era na época o herdeiro mais velho do mundo aparente para uma monarquia (esta por sua vez foi quebrada por seu sobrinho-neto Charles, Príncipe de Gales em 2 de novembro de 2016). Seu lema pessoal era Plikten framför allt, "Dever antes de tudo".
Durante o reinado de Gustavo VI Adolfo, estava em andamento um novo Instrumento de Governo para substituir a constituição de 1809 e produzir reformas consistentes com a época. Entre as reformas buscadas por alguns suecos estava a substituição da monarquia ou pelo menos alguma moderação da disposição da antiga constituição de que "somente o rei governará o reino".
As qualidades pessoais de Gustavo VI Adolfo o tornaram popular entre o povo sueco e, por sua vez, essa popularidade levou a uma forte opinião pública a favor da manutenção da monarquia. A experiência e o interesse de Gustavo VI Adolfo em uma ampla gama de campos (arquitetura e botânica sendo apenas dois) o tornaram respeitado, assim como sua natureza informal e modesta e sua evitação proposital de pompa. Embora a monarquia tenha sido subordinada de fato ao Riksdag e aos ministros desde o estabelecimento definitivo do governo parlamentar em 1917, o rei ainda mantinha nominalmente poderes de reserva consideráveis. Com poucas exceções, porém, Gustaf era obrigado a seguir o conselho dos ministros.
O Rei morreu em 1973, dez semanas antes de completar 91 anos, no antigo hospital de Helsingborg, Escânia, perto de sua residência de verão, Castelo de Sofiero, após uma deterioração de sua saúde que culminou em pneumonia. Ele foi sucedido no trono por seu neto de 27 anos, Carlos XVI Gustavo, filho do falecido Gustavo Adolfo. Ele morreu um dia antes da eleição de 1973, o que sugere que o influenciou em apoio ao atual governo social-democrata.  Rompendo com a tradição, ele não foi enterrado em Riddarholmen em Estocolmo, mas no Cemitério Real de Haga ao lado de suas esposas. Ele foi o último filho sobrevivente de Gustavo V.
Não muito antes de sua morte, Gustavo Adolfo aprovou uma nova constituição que despojava a monarquia de seus poderes políticos remanescentes. O novo documento entrou em vigor em 1975, dois anos após a morte de Gustaf Adolf, deixando seu neto como figura de proa cerimonial.

## Interesses pessoais

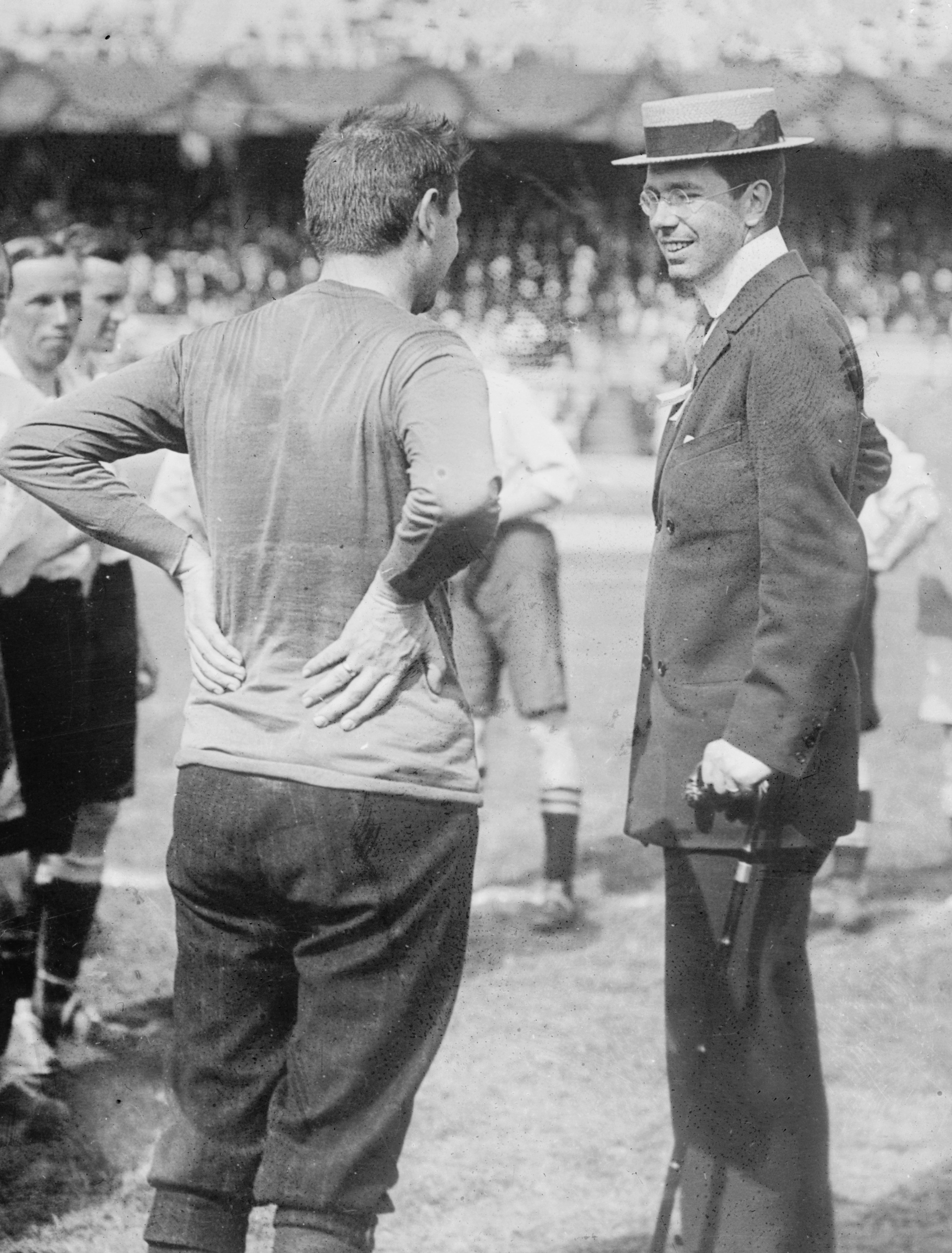
O príncipe herdeiro Gustaf Adolf conhece alguns jogadores de futebol ingleses (c. 1910–1915).

A reputação do rei como um "professor profissional amador" era amplamente conhecida; nacional e internacionalmente, e entre seus parentes. Gustavo VI Adolfo era um arqueólogo dedicado e foi admitido na Academia Britânica por seu trabalho em botânica em 1958. Gustavo VI Adolfo participou de expedições arqueológicas na China, Grécia, Coréia e Itália, e fundou o Instituto Sueco em Roma.
Gustavo VI Adolfo tinha uma enorme biblioteca privada composta por 80.000 volumes e - quase mais impressionante - ele realmente leu a parte principal dos livros. Ele tinha interesse em literatura especializada sobre arte chinesa e história do Leste Asiático. Ao longo da sua vida, o rei Gustavo VI Adolfo interessou-se particularmente pela história da civilização, tendo participado em várias expedições arqueológicas. Sua outra grande área de interesse era a botânica, concentrando-se em flores e jardinagem. Ele era considerado um especialista na flor do rododendro. No Castelo Sofiero (residência de verão do rei), ele criou uma coleção admirada de rododendros.
Como seus filhos, Gustavo Adolfo e Bertil, Gustavo VI Adolfo manteve interesses amplos e duradouros em esportes. Ele gostava de tênis, golfe e pesca com mosca para caridade. Ele foi presidente do Comitê Olímpico Sueco e da Confederação Sueca de Esportes desde suas fundações até 1933, e essas posições foram assumidas sucessivamente por seus filhos, Gustavo Adolfo até 1947 e depois Bertil até 1997.
De acordo com todos os seis livros de memórias de seus filhos Sigvard  e Carl Johan,  o sobrinho Leonardo  e das esposas dos dois filhos,  Gustavo Adolfo a partir da década de 1930 teve um grande e permanente interesse em removendo seus títulos e privilégios reais (por causa de casamentos que eram inconstitucionais na época), persuadiu seu pai Gustavo V a fazê-lo e a fazer com que a Corte Real chamasse os três membros da família apenas de Sr. Bernadotte.

## Família

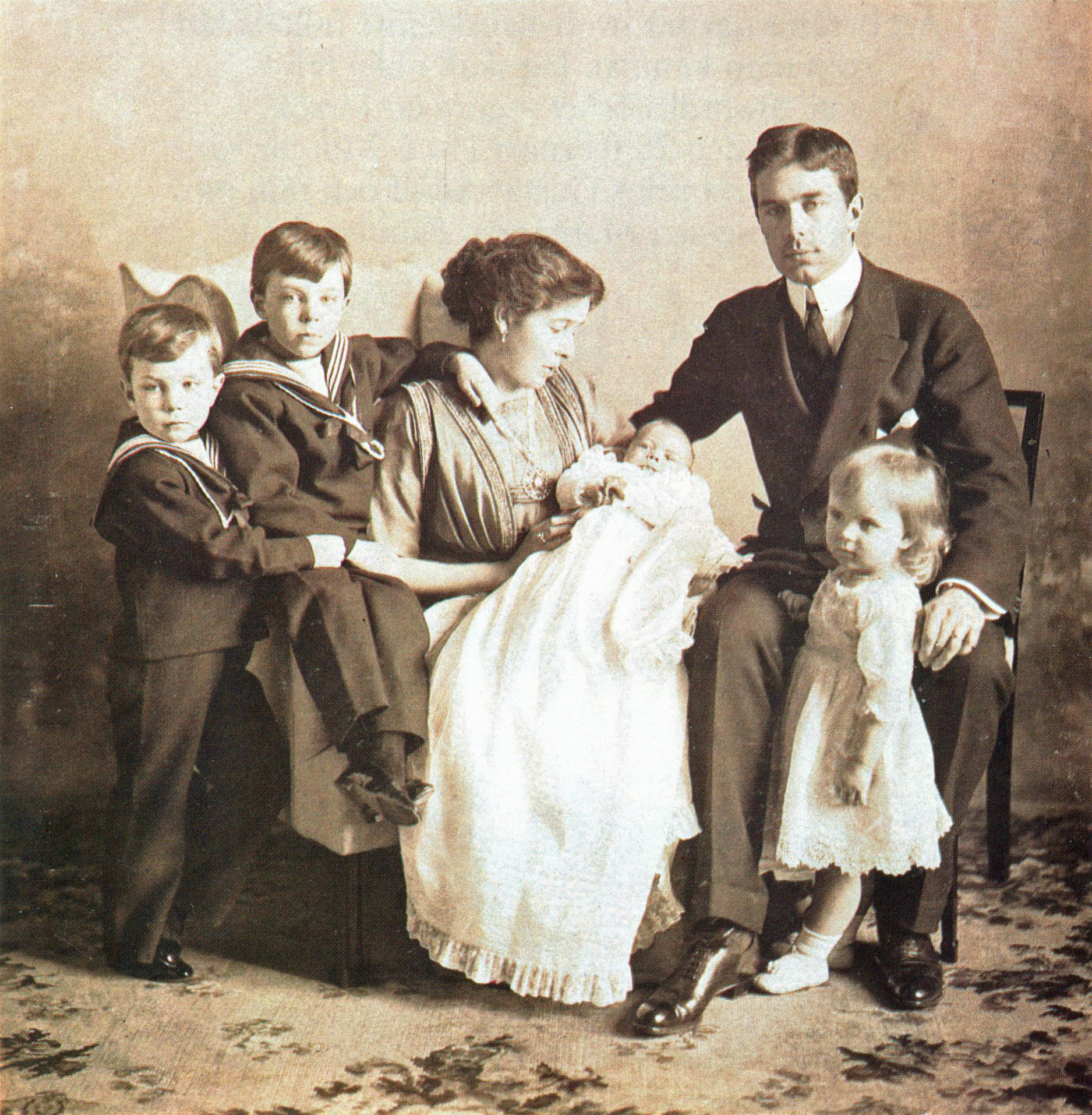
Gustaf Adolf com sua primeira esposa, Margaret, e seus filhos em 1912

Gustaf Adolf casou-se com a princesa Margarida de Connaught em 15 de junho de 1905 na Capela de São Jorge, no Castelo de Windsor. A princesa Margaret era filha do príncipe Artur, Duque de Connaught, terceiro filho da rainha Vitória e do príncipe Alberto do Reino Unido. Gustavo Adolfo e Margarida tiveram cinco filhos:
| Nome                                      | Aniversário             | Morte                            | Notas |
| ----------------------------------------- | ----------------------- | -------------------------------- | --- |
| Gustavo Adolfo, Duque da Bótnia Ocidental | 22 de abril de 1906     | 26 de janeiro de 1947 (40 anos)  | Casou-se com a princesa Sibila de Saxe-Coburgo-Gota, sua prima em segundo grau; morreu em um acidente de avião no aeroporto de Copenhague, pai de Carlos XVI Gustavo da Suécia |
| Sigvard Bernadotte                        | 7 de junho de 1907      | 4 de fevereiro de 2002 (94 anos) | Mais tarde Príncipe Sigvard Bernadotte, Conde de Wisborg |
| Ingrid da Suécia                          | 28 de março de 1910     | 7 de novembro de 2000 (90 anos)  | Rainha da Dinamarca; esposa de Frederico IX da Dinamarca e mãe da rainha Margarida II da Dinamarca e da rainha Ana Maria da Grécia                                             |
| Bertil, Duque da Halândia                 | 28 de fevereiro de 1912 | 5 de janeiro de 1997 (84 anos)   | casou-se com Liliana, Duquesa da Halândia |
| Carl Johan Bernadotte                     | 31 de outubro de 1916   | 5 de maio de 2012 (95 anos)      | mais tarde Príncipe Carl Johan Bernadotte, Conde de Wisborg. |

A princesa herdeira Margaret morreu repentinamente em 1º de maio de 1920, com a causa de sua morte dada como uma infecção após uma cirurgia. Na época, ela estava grávida de oito meses e esperando o sexto filho. 
Gustavo Adolfo casou-se com Luísa Mountbatten, ex-princesa Louise de Battenberg, em 3 de novembro de 1923 no Palácio de St. James com uma celebração no Palácio de Kensington.  Ela era irmã de Lord Mountbatten e tia do príncipe Filipe, Duque de Edimburgo e sobrinha da imperatriz Alexandra da Rússia. Ela também era prima em primeiro grau, uma vez afastada da primeira esposa de seu marido, ambos descendentes da Rainha Vitória e do Príncipe Albert. Foi Lady Louise quem se tornou Rainha da Suécia. Tanto a rainha Louise quanto seus enteados eram bisnetos da rainha Vitória do Reino Unido, tendo a princesa herdeira Margaret sido prima-irmã da mãe da rainha Louise, a princesa Vitória de Hesse e do Reno. 
Seu segundo casamento produziu apenas uma filha natimorta em 30 de maio de 1925. 
Enquanto sua primeira esposa visitou sua terra natal, a Grã-Bretanha, nos primeiros anos de seu casamento, foi amplamente divulgado na Suécia que Gustavo Adolfo teve um caso lá com a estrela da opereta Rosa Grünberg.  O vocalista sueco Carl E. Olivebring (1919–2002) em uma entrevista à imprensa afirmou ser um filho extraconjugal de Gustavo VI Adolfo, uma afirmação levada a sério pelo biógrafo do rei Kjell Fridh (1944–1998). 
O rei Gustavo VI Adolfo da Suécia era o avô de seu sucessor direto, o rei Carlos XVI Gustavo da Suécia, da rainha Margarida II da Dinamarca e também da ex-rainha Ana Maria da Dinamarca. 
Em seu segundo casamento, o rei Gustavo VI Adolfo era tio do príncipe Filipe, Duque de Edimburgo. 

## Brasões
Após sua criação como duque de Skåne, Gustaf Adolf recebeu um brasão de armas com as armas de Skåne na base. Essas armas podem ser vistas em suas placas de estábulo tanto como Cavaleiro da Ordem Sueca dos Serafins na Igreja de Riddarholmen na Suécia, mas também na Capela de Frederiksborg em Copenhague, Dinamarca, como Cavaleiro da Ordem Dinamarquesa do Elefante. Após sua ascensão ao trono em 1950, ele assumiu as armas reais da Suécia.